# Литература Чада
Литература Чада (фр. Littérature tchadienne) — литература, написанная на территории Чада. Большинство работ были написаны на французском языке, но есть также произведения и на арабском языке.

## Обзор
Литература в стране сильно пострадала от экономических и политических потрясений, которые охватили это центрально-африканское государство. Как и во многих культурах, литература в Чаде начала развиваться с народных сказок и легенд. Хотя французский и является основным языком страны, арабский также используется некоторыми писателями в Чаде. Литература Чада является более востребованной во Франции, чем внутри страны.
В Чаде есть единственный литературный критик, Ахмат Табойе, он заведующий кафедрой литературы в Университете Нджамены. В 2003 году он опубликовал антологию, в которой сделал обзор о 40 годах чадской литературы.  В мае 2007 года Табойе был назначен руководителем Министерства культуры и художественного развития Чада. 
В Чаде не много известных писателей, среди них: Жозеф Брахим Сеид, Баба Мустафа, Антуан Банги и Кулси Ламко.